# Компаніївська селищна територіальна громада
Компаніївська селищна громада — територіальна громада в Україні, в Кропивницькому районі Кіровоградської області. Адміністративний центр — селище Компаніївка.
Площа громади — 962,9 км², населення — 14 694 мешканці (2020).

## Населені пункти
У складі громади 1 селище (Компаніївка) та 50 сіл:
- Антонівка
- Березнегувате
- Богодарівка
- Братерське
- Бузова
- Вербове
- Виноградівка
- Вишнівка
- Водяне
- Володимирівка
- Волошки
- Гарманівка
- Голубієвичі
- Гордіївка
- Грізне
- Громадське
- Губівка
- Долинівка
- Дружба
- Живанівка
- Зелене
- Золотницьке
- Інженерівка
- Коневе
- Коротяк
- Кременчувате
- Криничувате
- Лозуватка
- Лужок
- Малоконеве
- Мар'ївка
- Морквина
- Наглядівка
- Нечаївка
- Обертасове
- Павлівка
- Петрівка
- Покровка
- Полтавка
- Роздолля
- Ромашки
- Сасівка
- Семенівка
- Софіївка
- Тернова Балка
- Тернове
- Травневе
- Трудолюбівка
- Червона Слобода
- Червоновершка